# 90826 Xuzhihong
90826 Xuzhihong este un asteroid din centura principală de asteroizi.

## Descriere
90826 Xuzhihong este un asteroid din centura principală de asteroizi. A fost descoperit pe 14 octombrie 1995 la Xinglong în cadrul programului Beijing Schmidt CCD Asteroid Program. Asteroidul prezintă o orbită caracterizată de o semiaxă mare de 2,69 ua, o excentricitate de 0,05 și o înclinație de 14,7° în raport cu ecliptica.